# Ronal le Barbare
Pour plus de détails, voir Fiche technique et Distribution.
Ronal le Barbare (titre original danois Ronal barbaren) est un film d'animation danois, sorti en 2011. 
Réalisé en images de synthèse et en relief, ce long métrage relate une aventure de fantasy humoristique mêlant des éléments de parodie de la figure du barbare dans ce genre littéraire et cinématographique (par exemple Conan le Barbare) et un hommage plus général à la fantasy des années 1980 associée au heavy metal traditionnel.
Le générique de fin est un clin d’œil au groupe de rock Queen et plus particulièrement au titre Bohemian Rhapsody où quatre crânes chantent à l'instar des membres du groupe dans la chanson, dans le style opéra-rock avec des voix harmoniques.

## Synopsis
Né dans un peuple de barbares farouches et voués à la guerre, Ronal est un gringalet qui ne parvient pas à correspondre à ce qu'on attend de lui. Mais lorsque les habitants de son village sont capturés par le terrible Volcazar, il doit promettre à son oncle mourant d'aller les sauver, même s'il n'est pas très partant. Au cours de sa quête, il rencontre le barde Alibert, la guerrière Zandra et le ranger elfe Elric.

## Fiche technique
- Titre : Ronal le Barbare
- Titre original : Ronal barbaren
- Réalisation : Kresten Vestbjerg Andersen, Thorbjørn Christoffersen, Philip Einstein Lipski
- Scénario : écrit par Thorbjørn Christoffersen sur des idées originales de Kresten Vestbjerg Andersen, Thorbjørn Christoffersen et Philip Einstein Lipski. Adaptation par Mel Hagopian.
- Musique originale : Nicklas Schmidt
- Montage : Per Risager
- Production : Trine Heidegaard
- Sociétés de production : Einstein Film, Nordisk Film, Nordisk Film- & TV-Fond (support), Det Danske Filminstitut, TV2 Danmark
- Pays : Danemark
- Budget estimé : 18 000 000 DDK[1]
- Langue : danois
- Durée : 89 minutes
- Format : 1,85:1, couleur
- Son : Dolby Digital
- Date de sortie : 
  - Danemark : 29 septembre 2011

## Distribution
- Anders Juul : Ronal
- Hadi Ka-Koush : Alibert
- Lærke Winther Andersen : Zandra
- Brian Lykke : Elric
- Lars Mikkelsen : Volcazar
- Peter Aude : Gundar
- Lars Bom : Gorak
- Jens Jacob Tychsen : Gu'ra Zul
- Ole Thestrup : Oracle
- Preben Kristensen : Maître Florian
- Ole Ernst : Narrateur
- L.O.C. : Tango The Bar-Hunk
- Gitte Nielsen : Amazonernes Dronning
- Jesper Binzer : Sporfugl/Fuld fyr
- Bodil Jørgensen : Bar-fe
- Szhirley : Amazon-vagt

### Voix originales
- Anders Juul : Ronal
- Brigitte Nielsen (créditée sous le nom de Gitte Nielsen) : la reine des Amazones

### Voix françaises
- Richard Darbois : le narrateur
- Kev Adams : Ronal
- John Eledjam : Alibert
- Patrick Poivey : l'oracle
- Bernard Alane : le barde
- Dominique Collignon-Maurin : le sorcier
- Philippe Catoire : Lord Volcazar
- Guillaume Lebon : Elric
- Patrick Raynal : Gundar
- Boris Rehlinger : Gorak
- Brigitte Virtudes[2] : la reine des amazones
- Jérôme Pauwels : voix additionnelles

## Accueil critique
En France, le film a été projeté au festival d'Annecy le 4 juin 2012, mais il n'a pas bénéficié d'une sortie en salles.

## Éditions en vidéo
En France, le film sort directement en DVD et en Blu-Ray décembre 2012.